# Ignazio Guidi
Ignazio Filippo Giuseppe Gioacchino Luigi Guidi (Roma, 31 luglio 1844 – Roma, 18 aprile 1935) è stato uno storico, politico, ebraista, semitista, etiopista e arabista italiano, senatore del Regno d'Italia dal 30 dicembre 1914.

## Biografia
Dopo la laurea conseguita nella Regia Università di Roma, in cui fu allievo con il quasi coetaneo Celestino Schiaparelli del grande storico Michele Amari, fu dal 1873 al 1876 custode del Gabinetto Numismatico del Vaticano, prima di conseguire nel 1876 l'incarico di insegnamento di “Ebraico” e “Lingue semitiche comparate” (antica denominazione di “Semitistica”) nell'Ateneo in cui aveva studiato.
Nell'Università romana continuò ininterrottamente a insegnare già dal 1º novembre 1876, come professore incaricato di “Lingue dell'Abissinia”, fino al 1919 (anno del suo collocamento a riposo). Divenne professore straordinario il 18 settembre 1878 e ordinario il 5 novembre 1885 (svolgendo dal 4 maggio di quell'anno l'incarico d'insegnamento di Grammatica e lingua amarica.
Nel 1908 svolse per un semestre un insegnamento - in arabo - sulla letteratura, storia e geografia araba nell'Università khediviale del Cairo: primo italiano a ricevere tale onorifico incarico, seguito poi da corsi svolti da David Santillana, Carlo Alfonso Nallino e Gerardo Meloni.
Fondò con altri colleghi la Scuola di Lingue Orientali dell'Università di Roma, dotata di una Biblioteca che oggi porta il suo nome e di una rivista orientalistica, la Rivista degli Studi Orientali (RSO), che fin dall'inizio diresse.
Fu dal 1878 Socio nazionale dell'Accademia nazionale dei Lincei e senatore del Regno dal 1914.

### Scritti
Tra i suoi numerosissimi lavori, avviati fin dal 1871, e che Giorgio Levi Della Vida definì, senza mezzi termini: imponente per mole, stupefacente per la varietà degli argomenti trattati, tipicamente monografica, severamente e rigorosamente tecnica, non agevole quindi a essere intesa ed apprezzata, se non da specialisti, spicca quello su La sede primitiva dei popoli semitici, che suscitò ampio dibattito in tutto il mondo scientifico semitistico e arabistico.
Di essi si possono ricordare Le traduzioni dei Vangeli in arabo e in etiopico, una Storia della letteratura etiopica, l'edizione e la traduzione del Corpus Scriptorum Christianorum Orientalium, il volume in lingua francese L'Arabie antéislamique e gli articoli Della sede primitiva dei popoli semitici e La descrizione di Roma nei geografi arabi, ampiamente dibattuti e ripresi in numerosi lavori successivi.
Altri suoi impegni di particolare rilevanza internazionale furono la traduzione del Fetha Nagast (Legislazione dei Re, 1879-99), un lavoro sui Sette dormienti di Efeso (1884-85), l'edizione parziale, in 800 pagine - dall'anno del Egira 65 all'anno 99 - pubblicato nel 1887, del capolavoro annalistico di Ṭabarī, edito sotto la guida di M. J. de Goeje, la cura degli Indici del Kitāb al-Aghānī di Abū l-Faraj al-Iṣfahānī (1900), la traduzione del vol. 1 (Giurisprudenza religiosa (ʿibādāt) de Il «Mukhtaṣar» o Sommario del diritto malekita di Ḫalīl ibn Isḥāq (1919), opera giuridica di diritto islamico malikita, un Summarium Grammaticae Arabicae meridionalis, una «Breve» storia della letteratura etiopica e un Vocabolario Amarico-Italiano, tuttora considerato assai valido.
Non va neppure dimenticata la sua opera di codicologo, grazie alla sua pubblicazione dei cataloghi di manoscritti arabi, copti, persiani, siriaci e turchi della Biblioteca nazionale centrale di Roma, della Biblioteca Angelica e della Biblioteca Alessandrina (Cataloghi dei codici orientali di alcune biblioteche d'Italia).
Numerosi i suoi allievi, dal figlio Michelangelo Guidi - insigne arabista nell'Università di Roma - allo storico del primo Islam Leone Caetani e al semitista e arabista Giorgio Levi Della Vida, tutti appartenenti alla cosiddetta "Scuola romana", di cui Ignazio Guidi può essere considerato, a buon diritto, il "padre fondatore". Tra gli altri suoi discepoli si possono altresì ricordare il berberista Francesco Beguinot, e gli etiopisti Francesco Gallina (1861-1942), Carlo Conti Rossini ed Enrico Cerulli.

## Riconoscimenti
- Socio nazionale dell'Accademia dei Lincei di Roma (7 luglio 1878)
- Accademico d'Italia
- Membro dell'Institut de France
- Membro dell'Accademia araba di Damasco
- Socio dell'Accademia della Crusca di Firenze (27 gennaio 1914)
- Socio della Società geografica italiana (1884)
- Socio fondatore della Società romana di storia patria (5 dicembre 1876)
- Socio corrispondente dell'Accademia delle scienze di Torino (3 marzo 1889)
- Socio effettivo dell'Accademia delle scienze di Torino (12 aprile 1908)
- Membro corrispondente dell'Istituto lombardo di scienze e lettere di Milano (12 marzo 1896)
- Doctor honoris causa dell'Università di Berlino